# 제5군수지원사령부
제5군수지원사령부 "오성"(第五軍需支援司令部, 5th Logistics Support Command, 약칭: 5군지사)은 1986년 10월 1일 창설된 대한민국 육군의 지원 사령부이다. 제2작전사령부 배속되어 있으며, 대구광역시 수성구에 본부를 두고 있다. 제2작전사령부의 예하 부대를 지원하고 있다.

## 부대
- 제51군수지원단 "비봉" - 전라남도 장성군 상무대
- 제52군수지원단 "용벌" - 경상남도 김해시
- 제53군수지원단 "일벌" - 대전광역시 유성구 자운대